# Tesker
Tesker este o comună rurală din departamentul Goure, regiunea Zinder, Niger, cu o populație de 24.703 locuitori (2001).